# 雷琼牡蒿
雷琼牡蒿（学名：Artemisia hancei）是菊科蒿属的植物。分布于越南以及中国大陆的广东、海南等地，常生长在低海拔海边沙地附近，目前尚未由人工引种栽培。